# Carlos Henrique Raposo
Carlos Henrique Raposo (Río Pardo, Rio Grande do Sul, Brasil; 2 de juliol de 1963), més conegut com El Kàiser per la seva semblança de jove amb Franz Beckenbauer, és un exfutbolista brasiler que va passar a ser conegut per ser un "futbolista farsa". Va ser seleccionat per jugar per diversos clubs del Brasil i resta del món al llarg dels seus 10 anys de carrera, però mai va arribar a jugar un partit sencer, ocultant la seva capacitat limitada amb lesions falses, canvis freqüents d'equip i altres tripijocs.

## Trajectòria
L'any 2011, el programa Esporte espetacular, del canal brasiler Rede Globo, exhibí material que contava en detall com, al llarg de 20 anys, Raposo va aconseguir enganyar a diversos clubs brasilers i de l'exterior, formant part dels seus equips, tot i no haver disputat partits oficials. Com a professional tan sols va disputar sis partits al llarg de la seva trajectòria, cap d'ells complert, no anotant cap gol.
La seva gran "carrera" es deu a ser amic de futbolistes com Carlos Alberto Torres, Renato Gaúcho, Ricardo Rocha, entre d'altres, que el recomanaven a equips de gran nivell, així com disposar de periodistes amics que li escrivien cròniques favorables. També utilitzava telèfons mòbils de joguina, cars i pocs comuns en aquell moment, per crear converses falses en idiomes estrangers o refusar ofertes de transferència inexistents per crear una imatge de si mateix com a jugador important.
Carlos Kaiser comença la seva carrera juvenil al Botafogo i, posteriorment, al Flamengo. L'any 1979, durant un entrenament, crida l'atenció d'observadors del Puebla mexicà, fitxant per aquest equip i deixant-lo mesos més tard sense jugar un sol partit. Retornant a Brasil, va alternant el fitxatge per diversos equips.
Amb una forma física similar als futbolistes professionals, però carent d'habilitats, el seu frau consistia en firmar un contracte curt i afirmar que li faltava forma física per passar les primeres setmanes solament amb entrenament físic. Quan havia d'entrenar amb altres futbolistes, fingia una lesió al tendó, ja que la tecnologia del moment dificultava la detecció del frau. Seguint aquest mètode, va aconseguir alternar diversos clubs solament entrenant.
En una ocasió, quan formava part del Bangu, el van fer sortir a escalfar a la banda, aleshores, el Kàiser va veure un grup d'aficionats insultant els jugadors i va començar a barallar-s'hi, per la qual cosa va ser expulsat per l'àrbitre abans de poder jugar. Després del partit, el president del club li va demanar explicacions i el Kàiser va mentir al·legant que aquells aficionats havien titllat de lladre el president, motiu pel qual va ser perdonat i va obtenir una extensió del contracte.

## Equips
| Anys      | Equip            |
| --------- | ---------------- |
| 1979      | Puebla           |
| 1979-1981 | Botafogo         |
| 1981-1983 | Flamengo         |
| 1983-1985 | Independiente    |
| 1985-1986 | Bangu            |
| 1986-1987 | Gazélec Ajaccio  |
| 1987-1988 | Flamengo         |
| 1988      | Bangu            |
| 1988-1989 | Fluminense       |
| 1989      | Vasco da Gama    |
| 1989-1990 | El Paso Patriots |
| 1990-1991 | America          |
| 1991-1992 | Botafogo         |